# Clark Clifford
Clark McAdams Clifford (Fort Scott, 25 de dezembro de 1906 – Bethesda, 10 de outubro de 1998) foi um advogado e político norte-americano que serviu como Conselheiro da Casa Branca de 1946 até 1950 durante a presidência de Harry S. Truman e também como 9º Secretário de Defesa dos Estados Unidos entre 1968 e 1969 na administração de Lyndon B. Johnson.